# Çağlayancerit
Çağlayancerit (kurdisch Cirîd) ist eine Stadtgemeinde (Belediye) im gleichnamigen Ilçe (Landkreis) der Provinz Kahramanmaraş in der türkischen Mittelmeerregion und gleichzeitig ein Stadtbezirk der 2012 gebildeten Büyükşehir belediyesi Kahramanmaraş (Großstadtgemeinde/Metropolprovinz). Seit der Gebietsreform 2013 ist die Gemeinde flächen- und einwohnermäßig identisch mit dem Landkreis.
Der Landkreis/Stadtbezirk liegt im Osten der Provinz und grenzt extern im Osten an die Provinz Adıyaman. Der kleinste Keis hat intern im Süden Pazarcık, im Westen Dulkadiroğlu und im Norden Nurhak als Nachbarn. Seit 2010 heißt der Kreis Çağlıyancerit.
Der Kreis wurde durch das Gesetz Nr. 3392 Mitte 1987 gebildet. Er bestand zuvor aus 18 Dörfern im Bucak Ağabeyli des zentralen Landkreises (Merkez Ilçe) der Provinzhauptstadt. Bereits am 1. Juni 1986 erhielt das Dorf den Status einer Stadtgemeinde (Belediye), dies ist auch am Stadtlogo erkenntlich.
(Bis) Ende 2012 bestand der Landkreis neben der Kreisstadt aus den vier Stadtgemeinden (Belediye) Bozlar, Çağlıyancerit, Düzbağ und Helete sowie neun Dörfern (Köy), die während der Verwaltungsreform 2013 in Mahalle (Stadtviertel, Ortsteile) überführt wurden, die fünf existierenden Mahalle der Kreisstadt blieben erhalten. Durch Herabstufung der Dörfer zu Stadtvierteln/Ortsteilen stieg deren Zahl auf 16 an. Den Mahalle steht ein Muhtar als oberster Beamter vor.
Ende 2020 lebten durchschnittlich 1.370 Menschen in jedem der Mahalle, 4.712 Einw. im bevölkerungsreichsten (Fatih Mah.).